# Kanton Saint-Astier
Der Kanton Saint-Astier ist seit 1790 ein französischer Wahlkreis im Arrondissement Périgueux, im Département Dordogne und in der Region Nouvelle-Aquitaine; sein Hauptort ist Saint-Astier. Vertreter im Generalrat des Départements ist durchgehend seit 1994, wiedergewählt 2008, Jacques Monmarson (früher DVG, jetzt PS).

## Gemeinden
Der Kanton besteht aus elf Gemeinden mit insgesamt 17.327 Einwohnern (Stand: 1. Januar 2022) auf einer Gesamtfläche von 213,32 km²:
| Gemeinde              | Einwohner 1. Januar 2022 | Fläche km² | Dichte Einw./km² | Code INSEE | Postleitzahl |
| --------------------- | ------------------------ | ---------- | ---------------- | ---------- | ------------ |
| Annesse-et-Beaulieu   | 1.478                    | 12,12      | 122              | 24010      | 24430        |
| Coursac               | 2.326                    | 24,65      | 94               | 24139      | 24430        |
| Grignols              | 668                      | 20,41      | 33               | 24205      | 24110        |
| Jaure                 | 178                      | 7,54       | 24               | 24213      | 24140        |
| La Chapelle-Gonaguet  | 1.058                    | 19,07      | 55               | 24108      | 24350        |
| Léguillac-de-l’Auche  | 974                      | 14,31      | 68               | 24236      | 24110        |
| Manzac-sur-Vern       | 541                      | 19,96      | 27               | 24251      | 24110        |
| Mensignac             | 1.520                    | 26,08      | 58               | 24266      | 24350        |
| Montrem               | 1.203                    | 20,15      | 60               | 24295      | 24110        |
| Saint-Astier          | 5.309                    | 34,25      | 155              | 24372      | 24110        |
| Saint-Léon-sur-l’Isle | 2.072                    | 14,78      | 140              | 24442      | 24110        |
| Kanton Saint-Astier   | 17.327                   | 213,32     | 81               | 2417       | –            |

Bis zur landesweiten Neuordnung der französischen Kantone im März 2015 gehörte zum Kanton Saint-Astier zusätzlich noch die Gemeinde Razac-sur-l’Isle. Sein Zuschnitt entsprach einer Fläche von 227,56 km². Er besaß vor 2015 einen anderen INSEE-Code als heute, nämlich 2430.

## Bevölkerungsentwicklung
| 1962 | 1968   | 1975   | 1982   | 1990   | 1999   | 2006   | 2011   |
| ---- | ------ | ------ | ------ | ------ | ------ | ------ | ------ |
| 9903 | 11.149 | 12.237 | 14.014 | 15.867 | 16.714 | 18.236 | 19.400 |